# 小行星14953
小行星14953（14953 Bevilacqua）是一颗绕太阳运转的小行星，为主小行星带小行星。该小行星于1996年2月13日发现。

## 轨道参数
小行星14953的轨道半长轴为2.3100474 UA，离心率为0.135。